# 경주 숭덕전
경주 숭덕전(慶州 崇德殿)은 대한민국 경상북도 경주시 탑동에 있는 건축물이다. 1992년 7월 18일 경상북도의 문화재자료 제254호로 지정되었다.

## 개요
신라 시조 박혁거세의 제사를 모시는 곳으로 오릉(五陵)의 남쪽에 있다. 처음에는 국가에서 모든 것을 주관하였으나 임진왜란 이후에 와서 박씨 문중에서 주관하여 봄·가을에 제사를 지내고 있다.
조선 세종 11년(1429)에 세웠으나 임진왜란 때 불타버린 것을 선조 33년(1600)에 다시 지었고 숙종 20년(1694)에 수리하였다. 지금 경내에는 조선 영조 35년(1759)에 세운 박혁거세와 숭덕전의 내력을 적은 신도비가 있다. 이곳은 경종 3년(1723)에 이르러 숭덕전이라 불렸으며 제사를 모시는 참봉 3인을 두게 되었다.

## 같이 보기
- 신라오릉보존회
- 경주 숭덕전 제기 (경상북도 유형문화재 제486호)

## 참고 자료
- 숭덕전 - 국가유산청 국가유산포털